# 女神游乐厅的吧台
《女神游乐厅的吧台》（法語：Un bar aux Folies Bergère）是法国画家愛德華·馬奈（Édouard Manet）创作于1882年的一幅布面油画並於當年在沙龍展示。它刻画了巴黎的著名剧院夜总会女神游乐厅的场景。该画现藏于英国伦敦大学的科陶德藝術學院。該畫最初是馬奈的好友——作曲家艾曼紐·夏布里耶（Alexis-Emmanuel Chabrier）所擁有。現藏於英國倫敦大學的科陶德藝術學院。

## 畫作描述
绘画充满了许多当时女神游乐厅的具体细节。酒吧女招待（也有人認為是妓女）独自站在一个拥挤的房间。她的面容显示的是从自己的工作中的超脱、忧郁、精力分散，沉思在另一个世界里。酒吧裡其他人拥挤地反映在墙上的镜子裡。一名戴手套的女子正在与她的情人或客户交谈。在绘画的左上角的绿色脚是杂技团的一个空中飞人为餐厅顾客表演。马奈签了自己的名字在左下方的酒瓶标签上。亦有人認為她是現代維納斯，因為桌上的玫瑰代表了脆弱的愛情。
該畫對於現代場景的細節描繪，可作為馬奈對現實主義投注心力的典範。畫作中觀者首先注意的是一位酒吧女侍，而在吧檯上擺放的是一盤橘子、數個不同品牌的酒瓶，以及花朵。在吧檯女侍後方有一片鏡子，反映出的是遊樂廳酒吧間的景象，可以看見酒吧內容納了許多客人，其中包括一位頭戴高筒帽的男性；另外，在顧客頭上，一雙懸空的高空鞦韆表演者的綠色雙腳也出現在畫面的左上方。圖中描繪的啤酒罐可以藉由紅色的三角形輕易的辨認出為愛爾淡啤酒 (Bass Pale Ale)，此為英國而非德國品牌的啤酒被解釋為在普法戰爭(Franco-Prussian War) 後十年，法國反德的民族情緒的紀錄。
一名叫蘇松(Suzon)的真實人物，曾在1880年代早期的女神遊樂廳工作。為了繪製這幅畫作，馬奈請她至他的工作室。根據歷史藝術家利戈(Larry L. Ligo)的說法，馬奈常將橘子與賣春在她的畫作中做連結，故馬奈將畫作中的女性定為妓女。T·J·克拉克 說「吧檯侍女是代表女神遊樂廳知名妓女們中的其中一位， 既是銷售員，亦是商品—與飲品一同被購買的某件物品。」
該畫以印象派的手法描繪法國的當代生活，在具有現代性的同時，畫作中也出現了許多令藝評家費解的特點，但幾乎所有細節都有理可循，且該畫已成為許多大眾及學術文章的描繪對象。

## 作品評論和分析
主張鏡子的存在對現代的分析家而言相當重要 。鏡子使這張畫及委拉斯奎茲所繪的《侍女》之間有了意義十足的相似之處。此主題來自米歇爾·傅柯在他的書《詞與物》 中談論了此畫作後便有許多進展。
歷史藝術家杰弗裡·梅耶斯描述了這幅畫刻意的改變視角及違反常理的鏡像操作：「在她之後，延展出去四又四分之一英尺長是巨大鏡子的金色畫框。」法國哲學家莫里斯·梅洛-龐蒂稱鏡子為「放諸四海的魔法器具，將事物變為奇觀，將奇觀變為事務，將我變為他者，將他者變為我。」做為圍觀者的我們站在侍女吧台的另外一側，我們看著鏡中的反射，看見了她所見到的一切...。有評論家指出在馬奈的畫作初稿中，仕女被置於右邊，但在成品中，她幾乎是注意力的中心。「儘管馬奈將吧台女侍從右邊移到中心，他仍將她的倒影放在右邊。在鏡像中，她似乎對顧客頗感興趣；但轉到全臉，她的樣子像是在保護自己般地令人感覺遙遠且抽離。」 

## 構圖空間
自畫作第一次展示以來，許多藝評家皆質疑馬奈忽視了角度的問題及指出畫作中許多不可能之處。在2000年時，一張照片重新架構了馬奈畫作中的場景視角。根據此照片的場景再現，「多數人所認為的吧台女郎及顧客的對話只是一種視覺捉弄的手法——男子站於畫家的視野之外，他的目光是遠離吧台女郎而非站在她的正前方。」如上所述，觀看者應該站在比起男子更加靠近吧台的右方，男子的鏡中反射則是出現在畫像右方的邊緣。此觀察與通常以中心位置的分析視角相差甚遠。 

## 性別涵意
美國藝術史學家阿爾伯特·博伊姆在其著作《馬奈的酒吧作為懷舊的寓言》中提到，女主角所被設定的社會地位及她臉上的表情常常被拿來討論。有人評論她那板著臉故作嚴肅的神情對於現代來說是一種孤獨、冷漠、厭世、疲倦、以及對周遭事物絲毫不在意的象徵；但也有人對此提出正面評論，形容她的表情堅定，眼神充滿光芒。她的凝視是被那些活潑歡愉的氣氛以及鮮豔的色彩所隔離的，如果將周遭環境覆蓋不看，只獨看她的表情，可以發現嘴角似乎有微微上揚至笑容的感覺。而畫面中她穩重且嚴肅的酒吧侍女穿著和姿態有別於當代小說以及大眾文化所描繪的煽情侍女形象。馬奈賦予他的女主角一種成熟感，使她平凡的社會地位能處在一種泰然自若的生產關係，暫時解放了女主角身為侍女的社會演出並僅保留一點侍女原有的恭順性。她是這個公共領域的主要使用者和觀察者，儘管被邊緣化了，但透過她對想像力的控制使她從人群中贏得優越感，將她從工作狀態抽離出來。她拒絕屈從於觀眾（可能是男性）的目光，並保持自己的穩定狀態，像櫥窗展示的設計師一樣美化並控制著自己的行動世界。
藝術史學家伊斯金(Ruth E. Iskin)在其著作《推銷、誘惑與吸引:馬奈的〈福利-貝熱爾酒吧間〉》中提到馬奈在高雅的背景中對酒瓶的展示方式與西方靜物畫的傳統大相逕庭，反而呈現出更像1940~90年代在巴黎隨處可見的酒精飲料廣告形象。他的“靜物”象徵者公共領域的消費，目的是為了吸引觀眾、潛在的顧客及消費者。酒吧裡的男顧客就像商場裡潛在的女顧客，常被巧妙的展示誘惑。觀眾對女主角及整幅畫的注視都被吧台上豪華的靜物調和。為了刺激嗅覺、味覺和觸覺，閃亮的酒瓶、盤中的橘子及玻璃瓶中精美的玫瑰花都被放在顯眼的位置，真切地吸引觀眾走進酒吧、走進這幅畫。實際上，馬奈對作品的安排就彷彿它是展示商品的櫃台，當沙龍觀眾諷刺地批評此畫自身的商業身分時，它卻也同時吸引了這些觀眾的眼球。相對於畫中其他物品，大而清晰的靜物成為畫面中心，與鏡子裡的反射物(reproduction)相比顯得更真實。酒瓶象徵著公共領域的商品，而酒吧的水果和玫瑰花就屬於公認的家庭靜物。在這些裝飾性的靜物旁，女性形象隱喻了古老家庭生活體制的眾人促進的公共環境的銷售。誘惑來自於一套複雜的符碼，豐饒的家庭物品與公開展示的批量生產的商品混合了感官娛樂與性暗示，打破靜物傳統並營造出廣告商品的新興視覺話語。

## 文化參照
- 1934年由 Ninette de Valois 編舞及Chabrier 作曲的芭蕾舞曲Bar aux Folies-Bergère即是以此畫為創作靈感來源及根基。[13]
- 而1947年的電影 The Private Affairs of Bel Ami 則於開演20分鐘前安排一名模仿畫中女主角穿著打扮的女演員出場以致敬此畫。劇中某首曲子中的副歌就是以此畫為靈感: “噢，我多麼希望回到我親愛的布里塔尼，但命運選擇了我在女神遊樂廳酒吧間。”
- 加拿大藝術家Jeff Wall在其作品Picture for Women中回應了《女神遊樂廳的吧檯》這幅畫作。[14][15]泰特美術館2005-2006年女性照片展覽的牆上介紹文中描述了馬奈畫作的影響:

	“在馬奈的這張畫作中，一名酒吧女郎向畫框外凝視，被一個如同陰影般的男性所觀看著。整幅景像似乎都從女郎身後的鏡子中反映出來，形成了錯綜複雜的角度網絡。畫中的鏡牆引出女神遊樂廳的內部結構，而鏡牆所看到的主題例如燈泡，製造了該畫的空間深度。人物被投射在鏡中，該名女性有著馬奈畫作酒吧仕女的出神凝視及體態，而畫中的男性則是他自己。” 
- 由奧藝術家John Brack於1954年所繪製的畫作吧檯(The Bar)，描繪的是較猙獰及嚴肅的墨爾本吧檯，旨在諷刺《女神遊樂廳的吧檯》這幅畫作。[17]
- 艾迪·墨菲的电影《来到美国》（1988年）有一版本的《女神游乐厅的吧台》，掛在McDowell家中牆上一滑稽的仿作中，当然画中人是在非洲。裡面的吧台侍女變成了黑皮膚、身穿紅衣的女性，並且多了個漢堡放在吧台上的盤子中。[18]
- 澳大利亚画家约翰·布兰克的绘画〈酒吧〉（1954年），模仿了《女神游乐厅的吧台》。
- 美国电视喜剧《绝望的主妇》中伊蒂·布里特的房间裡挂有绘画《女神游乐厅的吧台》。